# LOVE STREET 〜 神戸からの風
LOVE STREET 〜 神戸からの風（ラブ・ストリート～こうべからのかぜ）はニッポン放送をキーステーションに放送されていたラジオ番組である。
2006年10月6日放送開始、2007年3月23日放送終了。

## 概要
- 「神戸」をテーマに、神戸の素顔にクローズアップする情報番組。
- ファッションやグルメ、カルチャーと様々な情報を発信するエンターテインメント性溢れる、東京にはない「神戸」の魅力を紹介する。

## 出演者
- パーソナリティ:稲健二
- コメンテーター:荒牧英樹

## 放送時間
- ニッポン放送・茨城放送・栃木放送・ラジオ沖縄　金曜20:30〜20:50
- 朝日放送　土曜20:00〜20:20
- 中部日本放送　土曜19:30〜19:50